# Phytobia macalpinei
Phytobia macalpinei este o specie de muște din genul Phytobia, familia Agromyzidae, descrisă de Spencer în anul 1977. Conform Catalogue of Life specia Phytobia macalpinei nu are subspecii cunoscute.